# 芳賀町工業団地管理センター前停留場
芳賀町工業団地管理センター前停留場（はがまちこうぎょうだんちかんりセンターまえていりゅうじょう）は、栃木県芳賀郡芳賀町芳賀台にある宇都宮ライトレール宇都宮芳賀ライトレール線の停留場。
本項では、当停留場に併設されている交通結節点「芳賀工業団地トランジットセンター」についても解説する。

## 概要
起点の宇都宮駅東口から17駅目の停留場で、栃木県道69号宇都宮茂木線の「管理センター前」交差点西側に建設されている。仮称は「管理センター前」であった。
芳賀町の中心駅として、「まちの玄関口」に位置づけられる停留場である。当停留場から町内各地を結ぶバス路線や町内全域をカバーするデマンド交通の他、自動車、自転車とも連携する芳賀工業団地トランジットセンター（後述）が設置され、広域連絡を図る。
リブドゥコーポレーションが副停留場名称の命名権を購入し、「リブドゥコーポレーション栃木芳賀工場前」の副停留場名称を付与している。

## 歴史
- 2021年（令和3年）4月23日：停留場名決定[6]。
- 2023年（令和5年）8月26日：開業[3][4]。

## 停留場構造

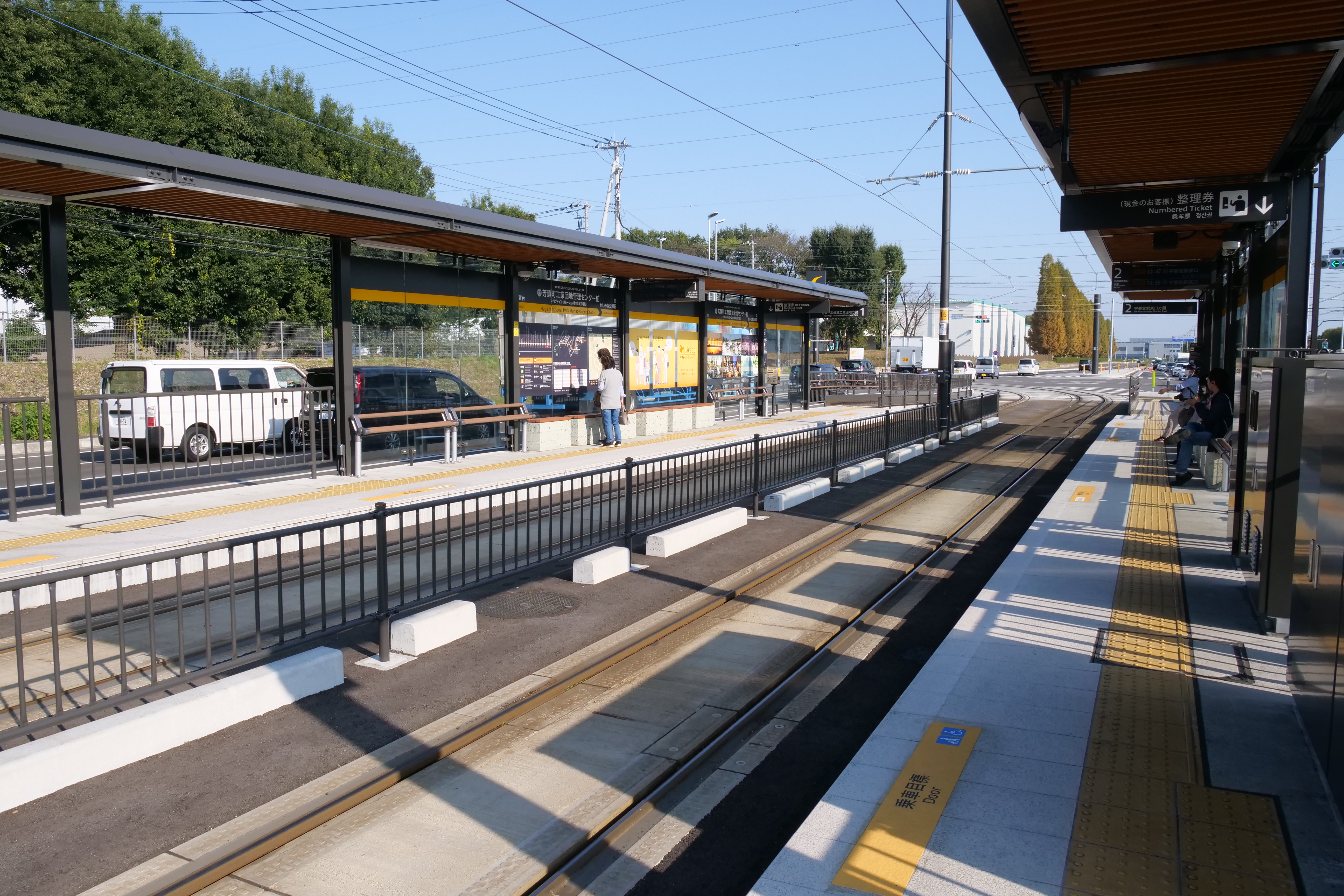
プラットホーム（2023年11月）

相対式ホーム2面2線で、宇都宮駅東口方面と芳賀・高根沢工業団地方面を向かい合わせで配置している。

### のりば
| 番線 | 路線          | 方向 | 行先                     |
| ---- | ------------- | ---- | ------------------------ |
| 1    | ■ライトライン | 下り | 芳賀・高根沢工業団地方面 |
| 2    | ■ライトライン | 上り | 宇都宮駅東口方面         |

## 利用状況
- 2024年2月時点での1日平均乗降人員は平日約400人・休日約300人である[12]。
- 2024年（令和6年）11月第2週の1日平均乗降人員は平日約640人・休日約400人である[13]。

## 芳賀工業団地トランジットセンター

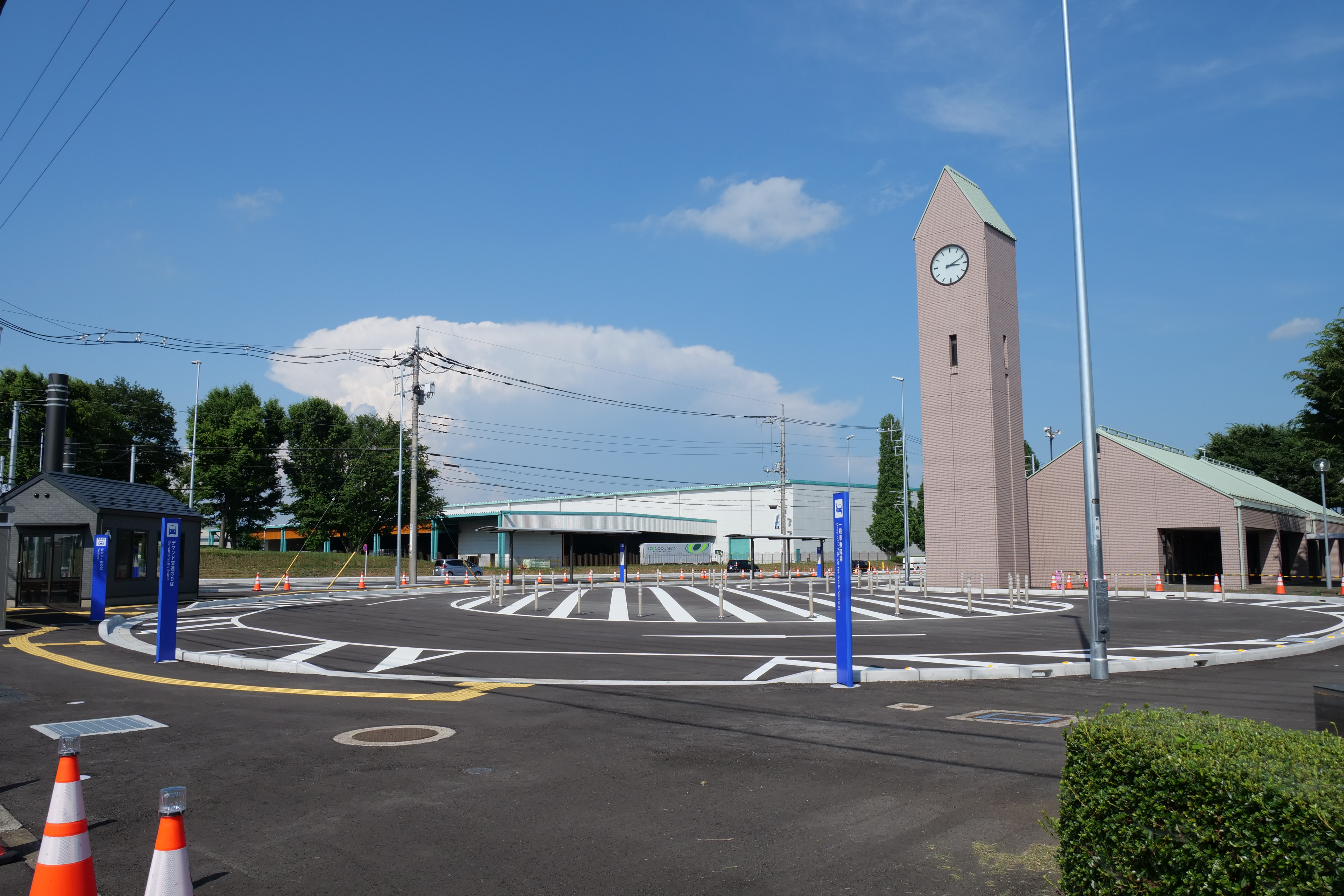
芳賀工業団地トランジットセンターの全景（2023年7月）

交通結節点として、路線バスターミナル、駐輪場、駐車場、芳賀町デマンド交通「ふれあいタクシーひばり」乗降場、タクシー乗降場と連携した「芳賀工業団地トランジットセンター（芳賀TC）」も合わせて整備された。芳賀バスターミナルの機能を移管するかたちで整備された。従前の芳賀バスターミナルの敷地は駐車台数69台・駐輪台数20台のパークアンドライド駐車場として使用している。
芳賀町が運営する「芳賀工業団地管理センター」の敷地内に、待合所やトイレ、駐輪場（20台）と2バースの路線バス乗降場、1バースのデマンド交通「ふれあいタクシーひばり」乗降場、1バースのタクシー乗り場を配したバスロータリーを「公共交通ゾーン」として新設した。また管理センターのテナント棟を改装し観光案内施設や休憩施設、サイクルステーション等を整備する予定。整備費は約1億5,000万円。

### 接続バス路線
芳賀TCでは、JRバス関東宇都宮支店が運行している以下のバス路線と接続している。バス停留所名は「芳賀町工業団地管理センター前」となる。
1番乗り場（市塙駅方面、芳賀工業団地方面）
- [31] 赤羽工業団地・市塙線 芳賀町工業団地管理センター前 → 芳賀温泉ロマンの湯 → 祖母井 → 芳賀町役場東 → 上赤羽 → 花王前 → 市貝温泉入口 → 小貝口 → 市塙駅
※平日運行
  - [33] 芳賀町工業団地管理センター前 → 芳賀温泉ロマンの湯 → 祖母井 → 芳賀町役場東 → 上赤羽 → 市貝温泉入口 → 小貝口 → 市塙駅
※土休日運行

2番乗り場（作新学院前方面、祖母井・祖陽が丘（うようがおか）・茂木駅方面）
- [11] 水都西線 作新学院前 - 芳賀町工業団地管理センター前 - 芳賀温泉ロマンの湯 - 祖母井 - 芳賀町役場東 - 祖陽が丘団地 - 市塙駅入口 - 天矢場 - 道の駅もてぎ北 - 茂木駅
  - [15] 芳賀町工業団地管理センター前 - 芳賀温泉ロマンの湯 - 祖母井 - 芳賀町役場東 - 祖陽が丘団地 - 市塙駅入口 - 天矢場 - 道の駅もてぎ北 - 茂木駅（区間便）
- [41] 祖陽が丘循環線 芳賀町工業団地管理センター前 → 芳賀温泉ロマンの湯 → 祖母井 → 芳賀町役場東 → 祖陽が丘団地 → 芳賀町役場 → 芳賀温泉ロマンの湯 → 芳賀町工業団地管理センター前
  - [42] 芳賀町工業団地管理センター前 → 芳賀温泉ロマンの湯 → 祖母井 → 芳賀町役場東 → 祖陽が丘団地（区間便）

なお、ICカード「totra」の利用者限定でLRTと路線バスとの乗継割引が実施されている。
上記以外には、モビリティリゾートもてぎでの大規模レース開催時にジェイアールバス関東・関東自動車が共同で当TCとモビリティリゾートもてぎ間を直行する予約制のシャトルバス「もてぎGPエクスプレス」が運行されている。

## 停留場周辺
- 芳賀工業団地
  - 栃木ヘリポート
- 芳賀工業団地管理センター
- ジェイアールバス関東宇都宮支店（窓口にて定期券（バス・LRT）や交通系ICカード「totra」の販売・交通系ICカードのチャージ等を取り扱い）

## 隣の停留場
宇都宮ライトレール
■宇都宮芳賀ライトレール線
快速（平日朝下りのみ運転）・各停
芳賀台停留場 (16) - 芳賀町工業団地管理センター前停留場 (17) - かしの森公園前停留場 (18)